# Güzelbahçe

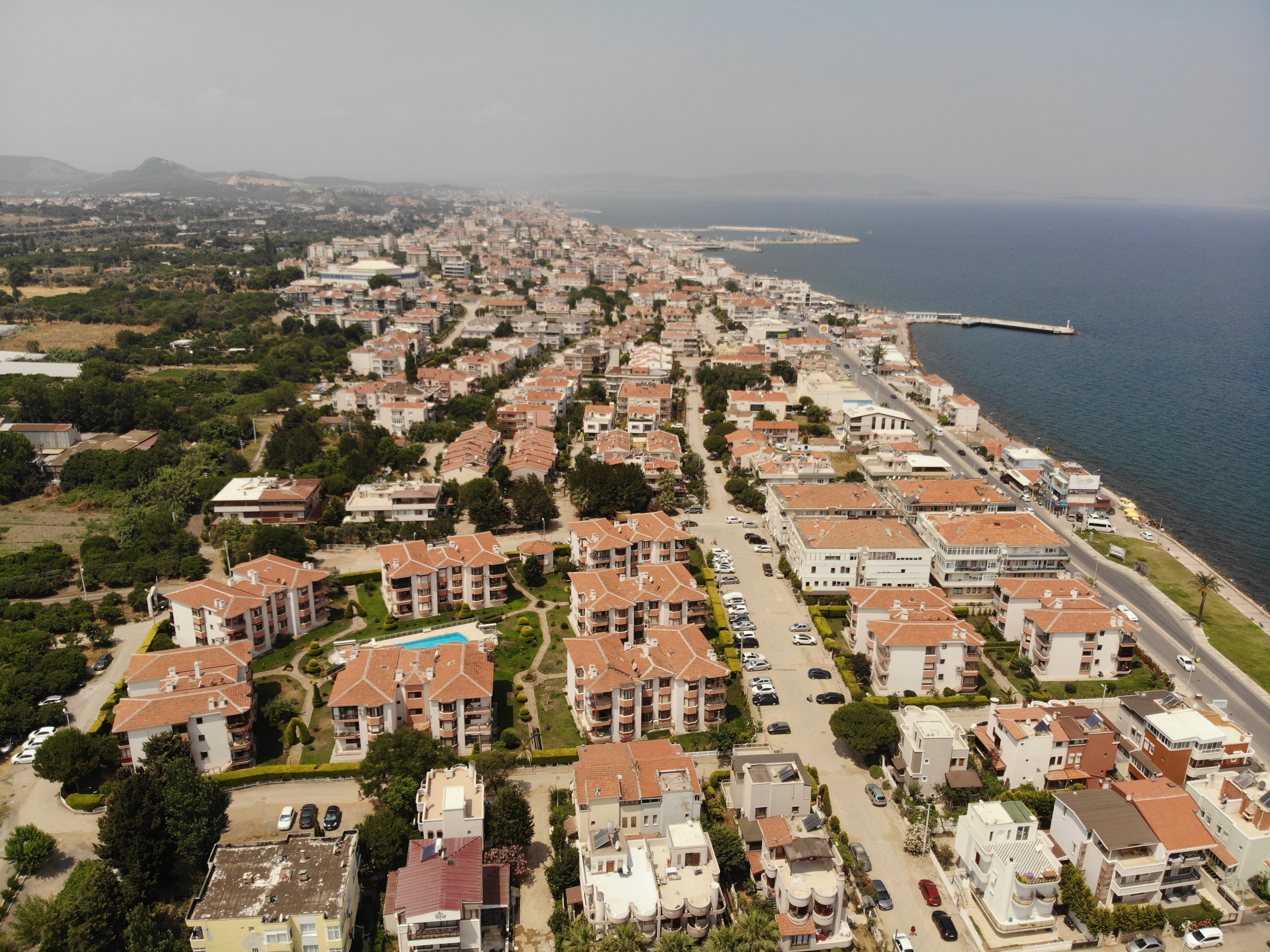
Aerial view of Yalı neighbourhood of Güzelbahçe.

Güzelbahçe est une ville et un district de la province d'İzmir dans la région égéenne en Turquie.

## Jumelage
- Flörsheim am Main (Allemagne) depuis 2011[1]